# Hispanität
| Die Flagge der Hispanität symbolisiert die drei Schiffe, mit denen Christoph Kolumbus nach Amerika segelte. | |
| | |
| | |
| Mitglieder                                                                                                  | |
| Europa - Spanien Asien und Ozeanien - Philippinen Afrika - Äquatorialguinea - Westsahara                    | Amerika - Argentinien - Bolivien - Chile - Kolumbien - Costa Rica - Kuba - Dominikanische Republik - Ecuador - El Salvador - Guatemala - Honduras - Mexiko - Nicaragua - Panama - Paraguay - Peru - Puerto Rico - Uruguay - Venezuela |

Unter dem Begriff der Hispanität (spanisch Hispanidad) versteht man zunächst die Gesamtheit der spanischsprachigen Welt, aber auch eine in Spanien und Iberoamerika anzutreffende Weltanschauung, wonach die spanischsprachige Welt eine Einheit bilde.
Im Sinne der geografisch-kulturellen Bezeichnung wird der Tag der Entdeckung Amerikas (12. Oktober) bis heute als Día de la Hispanidad (der Tag der Hispanität u. a. spanischer Nationalfeiertag) gefeiert.
Im politisch-ideologischen Sinne erlebte der Gedanke der Hispanidad seine Blütezeit während der ersten Hälfte des 20. Jahrhunderts und besonders während der Diktatur Francisco Francos in Spanien, welche in Lateinamerika erhebliches Ansehen genoss und als Vorbild für eine Anzahl südamerikanischer Präsidenten von Juan Perón bis hin zu Diktatoren wie Augusto Pinochet diente. Rafael de la Vega beschrieb die Hispanidad als

„Ideologie der Konservativen diesseits und jenseits des Atlantik, im wesentlichen rückschrittlich-nostalgisches, auf geistig-kultureller Ebene sich in hohler Rhetorik erschöpfendes Programm des längst obsoleten Imperialismus und Kolonialismus.“

Diese Weltanschauung betonte den Umstand, dass bis heute die Gemeinschaft der spanischsprachigen Länder weitaus enger ist und die kulturellen Gemeinsamkeiten weit ausgeprägter sind als etwa zwischen den Ländern des früheren französischen oder englischen Kolonialreichs. Sie boten daher eine Anzahl von Anhaltspunkten, um als Einheit begriffen zu werden. 
Der Gedanke der Hispanidad ging einher mit einer Spanien verherrlichenden Lehre von der Größe, Sendung und Auserwähltheit des Landes, was auf Spanisch mit la vocación imperial (Berufung zum Imperium) umschrieben wird.
Diese Konzentration auf Iberoamerika bedeutete zugleich eine Abkehr vom Europa, die durch die so genannte leyenda negra (Schwarze Legende) weiter verstärkt wurde. Franco selbst bezog sich indirekt auf die leyenda negra, als er die Parole „Spanien ist anders“ (als das übrige Europa) formulierte. 
Spanien blieb während beider Weltkriege neutral (siehe auch Geschichte Spaniens); damit hatte das Land in Europa eine gewisse Sonderrolle. 